# Прорицање
Прорицање (енгл. Divination) или гатање је настојање да се дође до сазнања или добије одговор на питање уз помоћ тајних магијских поступака или ритуала. Прорицање је коришћено у различитим облицима кроз историју: видовњаци су давали савете тумачењем знакова, догађаја или знамења, или помоћу наводне везе са натприродним силама.

## Методе
Намере богова могу људима бити наговештене или спољашњим знацима или непосредно, преко снова или надахнућа. У прву групу прорицања сврстава се предсказивање воље богова на основу лета или гласова птица (орнитомантија), инстинктивних поступака (нпр. нехотично изговорене речи), бацања коцки или других врста објеката (клеромантика, астрагаломантика), а посебно на основу посматрања утробе жртвованих животиња, ватре на олтару (епиромантика), небеских тела (астрологија) или воде (хидромантика). Другу групу прорицања чини откривање божанске воље преко снова (ониромантика), најчешће оних који траже оздрављење у Асклепијевим светилиштима (инкубација, ијатромантика), приказивањем сени покојника (некроматика) и откровењима добијеним преко надахнућа (ентхоусиасмос). У најранијим историјским епохама, пророковања су обављали надахнути појединци који су оглашавали вољу или жеље богова. Касније та врста прорицања није имала значајнију улогу јер је слободно пророковање надахнутих појединаца било замењено пророчанствима добијеним од различитих свештеничких редова или званичних пророчишта, нарочито делфског (в. Пророчишта).

## Однос са религијом
Тек после смрти Александра Великог, кад је грчко-римски свет ступио у непосредни контакт с Оријентом, нагло су постале омиљене све врсте прорицања, пре свега астрологија. У Риму су званично признавана једино пророковања која су обављали државни магистрати или свештенство, али мере које су предузимане ради спречавања прорицања незваничних лица показују да су све врсте прорицања биле омиљене. Већ од времена Тиберија незванична пророковања сматрана су злочином и кажњавана су протеривањем и одузимањем имовине. Упркос тој забрани, а и каснијим забранама, у Риму су постојали и професионалци, најчешће странци с Оријента, који су се бавили искључиво астрологијом. Диоклецијан је најстроже забрањивао арс математица, тј. астрологију, али су тек доласком на власт хришћанских императора коначно угушене све врсте пророковања.

## Законска забрана уРепублици Србији
Законом о јавном реду и миру Републике Србије који је донет 2016. године у члану 15, ставци Узнемиравање грађана врачањем, прорицањем или сличним обмањивањем, у шта се може убрајати астрологија, тарот, нумерологија и друга паганска/политеистичка (многобожачка) веровања стоји:
Kо се бави врачањем, прорицањем судбине, тумачењем снова или сличним обмањивањем на начин којим узнемирава грађане или нарушава јавни ред и мир - казниће се новчаном казном од 10.000 до 50.000 динара или радом у јавном интересу од 40 до 120 часова.— Закон о јавном реду и миру Републике Србије
.